# Viktoria Schmidt-Linsenhoff
Viktoria Schmidt-Linsenhoff (* 21. August 1944 in Cottbus; † 14. Februar 2013 in Frankfurt am Main) war eine deutsche  Kunsthistorikerin und Professorin mit besonderem Forschungsinteresse auf den Gebieten der Geschlechterforschung und der Postkolonialen Studien.

## Leben und Werk
Schmidt-Linsenhoff studierte Kunstgeschichte, Klassische Archäologie und Neuere Deutsche Literaturwissenschaft. 1973 wurde sie von Erich Hubala an der Universität Kiel mit einer Arbeit über Guido Reni promoviert. Ein einjähriges Volontariat ermöglichte ihr den Einstieg als Kustodin in die Gemälde- und Graphische Sammlung des Historischen Museums Frankfurt.
Anschließend an eine Vertretungsprofessur an der Universität Oldenburg (1990) und die Mitarbeit am Kulturwissenschaftlichen Institut Essen (1992) war Schmidt-Linsenhoff von 1992 bis zu ihrer Emeritierung im Jahre 2008 Professorin für Kunstgeschichte mit dem Schwerpunkt Frauenforschung an der Universität Trier. Mit dem auf ihre Initiative hin 2005 gegründeten Centrum für Postcolonial und Gender Studies (CePoG), dessen Beiratsmitglied sie bis zu ihrem Tode blieb, wurde ihre interdisziplinäre Forschung institutionalisiert, inzwischen gehört dazu auch der Studiengang „Interkulturelle Gender Studies“.
Viktoria Schmidt-Linsenhoff war von 1986 bis 1991 Mitherausgeberin der kunstwissenschaftlichen Zeitschrift Kritische Berichte.
Von 2001 bis 2004 übernahm Schmidt-Linsenhoff zunächst die Käthe-Leichter-Gastprofessur an der Universität Wien, um danach an der Universität von Cotonou in Benin zu lehren. Es folgte ein Aufenthalt in den USA als Gastprofessorin am Dartmouth College, New Hampshire.
Im Jahr 2008 realisierte sie zusammen mit ihrem Lebensgefährten, dem Filmemacher Dieter Reifarth, den Film Der Hof. Dabei handelt es sich um eine Dokumentation über den Hof des senegalesischen Künstlers Joe Ouakam, bekannt unter dem Namen Issa Samb.

## Projekte
- 1997–2000: DFG-Projekt Das Subjekt und die Anderen. Interkulturalität und Geschlechterdifferenz von der Frühen Neuzeit bis zur Gegenwart
- 1999–2002: Mitglied der Forschungsgruppe Feminism and Enlightenment 1650–1850: a Comparitive History (University of London)
- 2000–2006: Graduiertenkolleg Identität und Differenz. Geschlechterkonstruktion und Interkulturalität 18.–20. Jahrhundert (Sprecherin)
- 2004–2013: Mitglied des Graduiertenkollegs Sklaverei, Knechtschaft und Fronarbeit, Zwangsarbeit
- 2005–2013: Centrum für Postcolonial und Gender Studies an der Universität Trier (Gründungsmitglied und Geschäftsführung)

## Film
- La Cour – Der Hof, Regie: Dieter Reifarth; Viktoria Schmidt-Linsenhoff; Dokumentarfilm, 2012, Deutschland/Senegal, 85 min

## Veröffentlichungen (Auswahl)
- Guido Reni im Urteil des 17. Jahrhunderts. Studien zur literarischen Rezeptionsgeschichte und Katalog der Reproduktionsgraphik. Dissertation. Kiel 1974.
- Sklavin oder Bürgerin? Französische Revolution und Neue Weiblichkeit 1760–1830. Ausstellungskatalog Historisches Museum Frankfurt, Frankfurt 1989.
- mit Herbert Uerlings, Karl Hölz (Hrsg.): Das Subjekt und die Anderen. Interkulturalität und Geschlechterdifferenz vom 18. Jahrhundert bis zur Gegenwart. Berlin/Bielefeld/München 2001.
- mit Karl Hölz, Herbert Uerlings (Hrsg.): Weiße Blicke. Geschlechtermythen des Kolonialismus. Marburg 2005.
- Ästhetik der Differenz. Postkoloniale Perspektiven vom 16. bis 21. Jahrhundert. 2 Bde. Marburg 2010. 2. Aufl. 2014. ISBN 3-89445-434-2, ISBN 978-3-89445-434-0